# Giorgio Favaretto

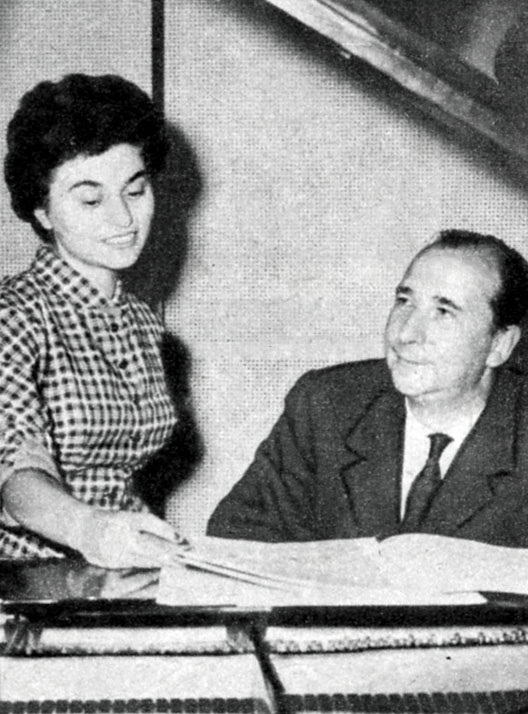
Giorgio Favaretto (1957)

Giorgio Favaretto (* 2. März 1902 in Venedig; † 21. April 1986 in Rom) war ein italienischer Pianist.

## Leben
Giorgio Favaretto studierte in Neapel Musik. Anschließend spezialisierte er sich zu einem Interpreten von Musikstücken für Klavier und Gesang. Seine Klavierbegleitung entwickelte sich jedoch rasch zu selbst entwickelten Interpretationen, die dazu führten, dass er Solostimmen spielte und auch den Gesang unterschiedlichster Sänger prägte. Er gründete seine eigene Musikschule, jedoch waren ihm Kooperationen immer wichtig, etwa mit der Accademia Nazionale di Santa Cecilia in Rom, oder der Accademia Musicale Chigiana in Siena.

## Bibliografie
- Il Radiocorriere n° 31/1957